# リー・ライト

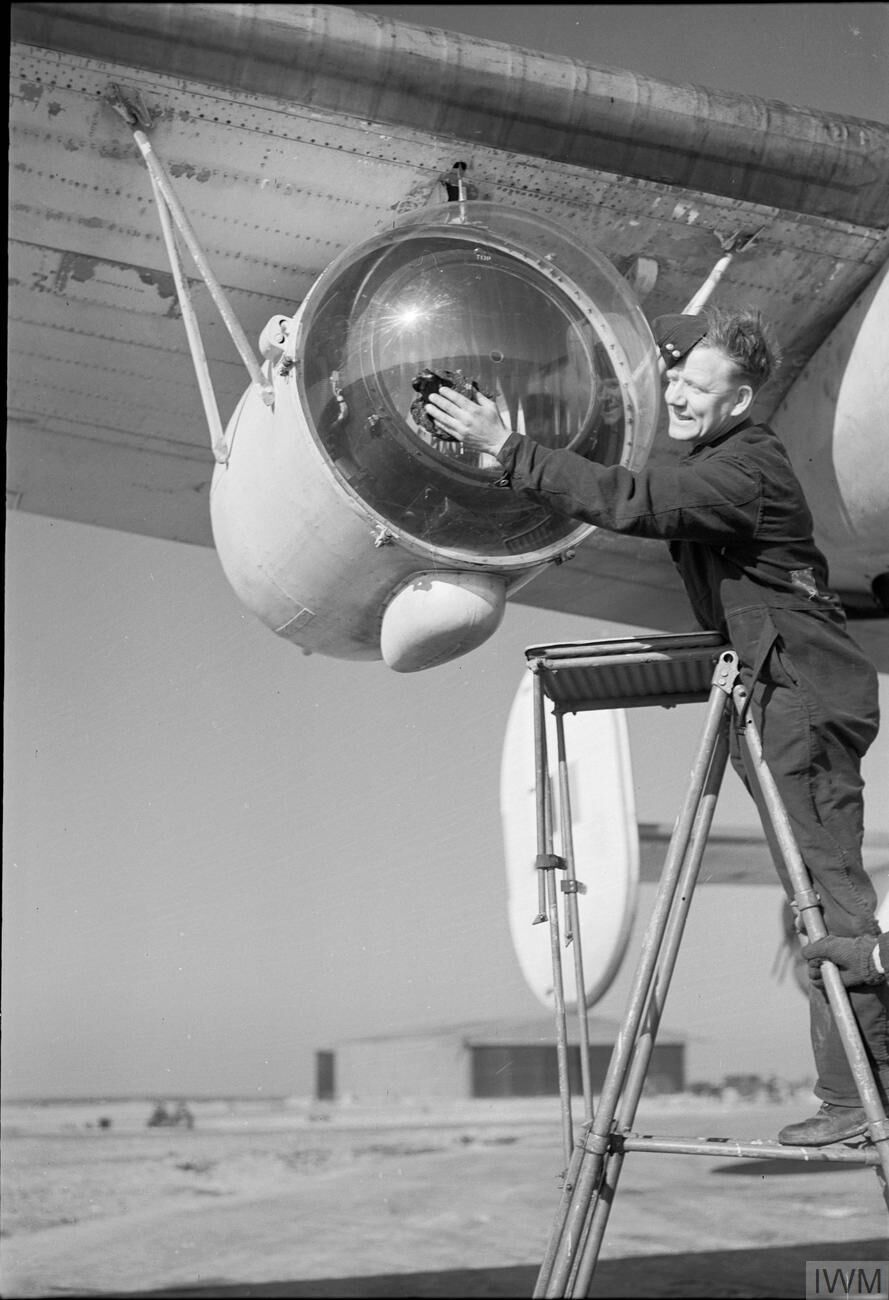
リーライト

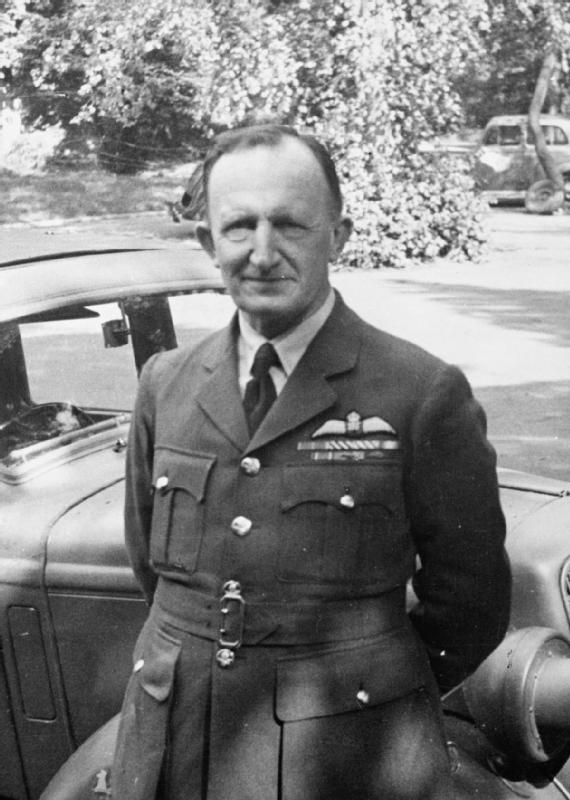
ハンフリー・ド・バード・リー

リー・ライト(Leigh Light)は、第一次世界大戦中のイギリス軍パイロットだったハンフリー・ド・バード・リーによって考案された航空機搭載型の強力な探照灯である。

## 開発
リーは夜間に浮上航行して充電するUボートを捉えるため、航空機に強力な探照灯を取り付けることを考案すると、探照灯を発明して自費で製作したが、空軍省の支援を取り付けられなかった。その結果、連合軍の航空機の通常装備になるのが1年以上遅延した。

## 性能
幾つかのタイプがあり、機体に直接取り付けられたものやターレットタイプが存在した。現代の自動車のヘッドライトは1万5千カンデラほどであるが、爆撃機ビッカース ウェリントンに搭載されたものは直径24インチ（約610mm）、重量1100ポンド（約500kg）、2200万カンデラで拡散レンズを付けない場合、5000万カンデラもの明るさを誇った。
航空機搭載型の空対地レーダーと合わせて使用され、それまでUボートにとって比較的安全であった夜間の充電作業を困難なものとした。しかし、1942年にはナチス・ドイツがMetoxレーダー警報受信機(FuMB 1)を開発してUボートに搭載し、航空機のレーダーを探知したら急速潜航することによって難を逃れるようになった。